# 루가-사도행전의 저작성
루가의 복음서와 사도행전은 학자들이 루가-사도행전이라고 부르는 두 권의 작품을 이룬다. 두 권 모두 저자의 이름은 언급되어 있지 않다. 이레네오(130~202)에 의해 처음 기록된 교회 전통에서는 저자가 바울로 서신 세 통에서 바울로의 동반자로 언급된 루가였다고 하지만, 현대의 학자들은 루가-사도행전의 저자가 의사 루가였다는 점에 의문을 갖는다. 이 주제에 대한 비판적 의견은 20세기 말에는 거의 반반으로 나뉜 것으로 평가되었다. 바울로의 동반자 루가에게 전통적으로 귀속되던 견해가 쇠퇴함에 따라 누가복음의 이른 연대설은 이제 거의 주장되지 않는다. 대부분의 학자들은 이 두 작품이 약 기원후 80-90년경에 작성되었다고 보지만, 일부는 90-110년을 제안하기도 하며, 2세기에도 수정되고 있었다는 주장의 본문비평적 근거(서방 필사본과 알렉산드리아 필사본 계열 간의 충돌)도 존재한다.

## 루가 복음서와 사도행전의 공동 저작

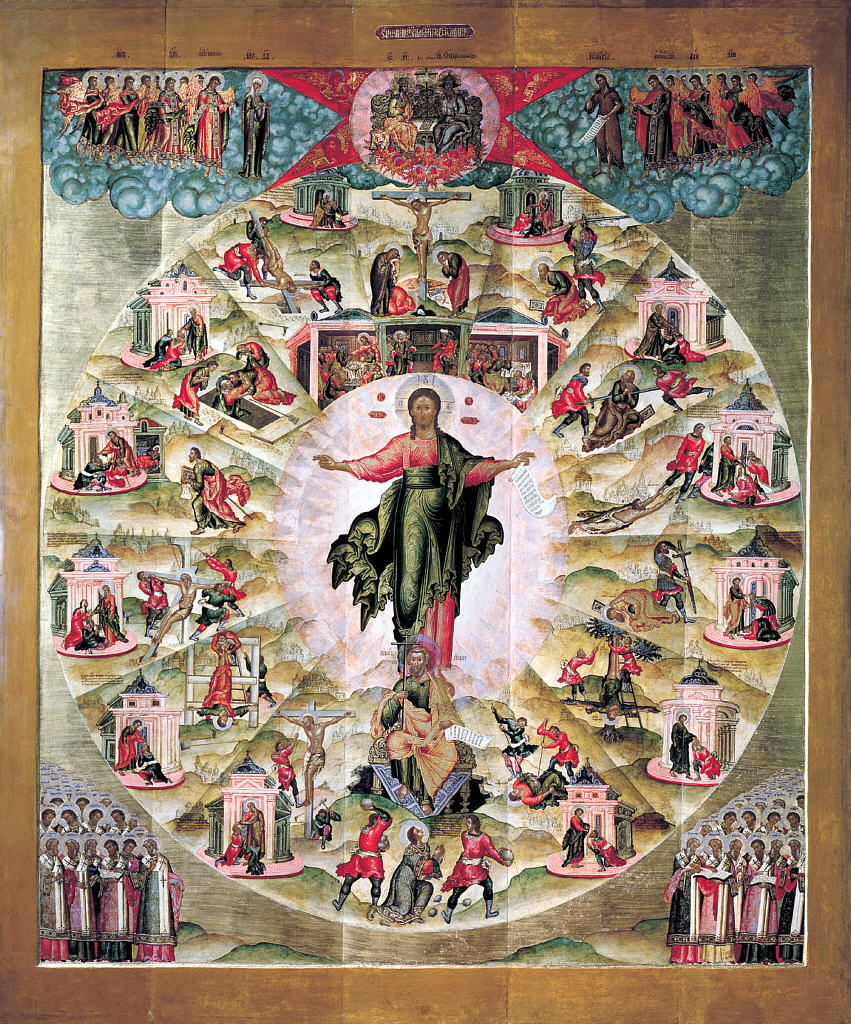
사도들의 사역. 표도르 주보프의 러시아 이콘, 1660년.

루가의 복음서와 사도행전은 동일한 익명의 저자에 의해 작성된 두 부분으로 이루어진 작품인 루가-사도행전을 구성한다. 이 작품은 일반적으로 기원후 80-90년경으로 추정되지만, 일부 학자들은 90-110년을 제안하기도 한다. 첫 번째 부분인 루가의 복음서는 하나님이 약속된 메시아인 나자렛 예수의 삶, 죽음, 부활을 통해 세상의 구원을 위한 그분의 계획을 어떻게 이루셨는지 이야기한다. 사도행전은 1세기 기독교의 이야기를 이어가는데, 예수의 승천을 시작으로 천국으로 향한다. 예루살렘을 배경으로 하는 초기 장들은 오순절 ((성령)의 강림)과 예루살렘 교회의 성장을 묘사한다. 처음에는 유대인들이 기독교 메시지를 수용했지만, 나중에는 예수의 추종자들에게 등을 돌린다. 유대인들에게 거부당한 이 메시지는 사도 바울로의 인도 아래 이방인들에게 전해진다. 후기 장들은 바울로의 회심, 소아시아와 에게해에서의 그의 선교, 그리고 마침내 로마에서의 투옥을 이야기하며, 책이 끝날 때 그는 재판을 기다리고 있다.
두 책은 모두 저자의 후원자인 데오필로에게 보내졌으며—그의 이름이 "하나님의 사랑을 받는 자"를 의미하므로 전체 기독교 공동체를 지칭하는 것일 수도 있고, 사도행전의 서문이 예수의 삶에 대한 "이전 책"을 명시적으로 언급하고 있기 때문에—거의 확실하게 우리가 루가의 복음서로 알고 있는 작품이다.
더욱이, 루가의 복음서와 사도행전 사이에는 언어적 및 신학적 유사성이 존재한다. 한 학자가 쓴 것처럼, "루가의 복음서와 사도행전 간의 광범위한 언어적 및 신학적 일치와 상호 참조는 두 작품이 동일한 저자로부터 나왔음을 나타낸다." 공동 저작성 때문에 루가의 복음서와 사도행전은 종종 간단히 루가-사도행전으로 통칭된다. 마찬가지로, 루가-사도행전의 저자는—저자가 실제로 루가라는 이름을 가졌는지 의심하는 학자들 사이에서도—종종 "루가"로 알려져 있다.

## 저작성에 대한 견해

### 전통적 견해 - 의사 루가 저작설
전통적인 견해는 루가의 복음서와 사도행전이 바울로의 동반자인 의사 루가에 의해 쓰여졌다는 것이다. 많은 학자들은 그를 이방인 기독교인으로 보지만, 헬라계 유대인으로 보기도 한다. 루가는 바울로의 필레몬에게 보낸 편지(24절)와 바울로에게 전통적으로 귀속되는 다른 두 서신(골로새서 4:14, 디모테오에게 보낸 둘째 편지 4:11)에 언급되는 인물이다. 대부분의 학자들은 저자가 루가가 아니었다고 하더라도 바울로를 실제로 만난 인물이라는데 동의한다. 
루가가 루가-사도행전을 썼다는 견해는 초기 기독교 교회에서 거의 만장일치였다. 복음서의 끝 부분이 포함된 가장 오래된 알려진 성경 사본인 파피루스 보드머르 XIV (기원후 200년경)는 "루가에 따른 복음서"라는 문구를 사용한다. 거의 모든 고대 자료도 이 저작 이론을 공유했는데, 이레네오, 테르툴리아누스, 알렉산드리아의 클레멘스, 오리게네스, 그리고 무라토리 정경 모두 루가를 루가-사도행전의 저자로 간주했다. 카이사레아의 에우세비우스나 다른 어떤 고대 저자도 저작에 대한 다른 전통을 언급하지 않는다.
고대 자료가 제공하는 저작 증거 외에도, 일부는 루가-사도행전의 본문이 그 저자가 바울로의 동반자였다는 결론을 지지한다고 생각한다. 그러한 내적 증거 중 가장 먼저 언급되는 것은 "우리" 구절이라고 불리는 책의 일부 (사도행전 16:10-17; 20:5-15; 21:1-18; 27:1-37; 28:1-16)이다. 사도행전의 대부분은 3인칭으로 쓰여 있지만, 책의 몇몇 짧은 부분은 1인칭 시점으로 쓰여 있다. 이 "우리" 부분들은 바울로의 동반자의 시점에서 쓰여 있다. "바울로가 환상을 본 후에, 우리는 곧 마케도니아로 떠날 준비를 하였다", "우리는 배를 타고 사모트라케를 향해 곧바로 항해하였다."가 그 예이다. 이러한 구절들은 바울로의 사역 중 일부 기간 동안 그와 함께 여행했던 사람이 쓴 것으로 보인다. 따라서 일부는 이 증거를 사용하여 이 구절들, 그리고 루가-사도행전의 전체 본문이 바울로의 여행 동반자에 의해 쓰여졌다는 결론을 지지한다. 의사 루가도 자연스레 저자 후보가 된다.
또한 바울로의 여행을 묘사하는 서술에서 사용된 세부 수준이 목격자 자료를 시사한다고 주장되었다. 1882년 호바트는 루가-사도행전에서 사용된 어휘가 저자가 의학 훈련을 받았을 가능성을 시사한다고 주장했지만, 이 주장은 1926년 캐드버리의 연구에 의해 반박되어 더이상 인정되지 않는다. 캐드버리는 본문의 의학 용어가 플루타르코스와 같은 다른 비의사 저자들이 사용한 용어와 다르지 않다고 주장했다.
첫 번째 "우리" 구절은 사도행전 16:10으로, 이에 따라 전통적으로 루가가 복음서의 사건이나 사도행전 16:8의 트로아스에 바울로가 도착하기 이전의 사건에 대한 목격자가 아니라고 본다. 루가 복음서의 서문에서 저자는 복음서의 사건들에 대한 목격자의 증언이 "우리에게 전해졌다"고 언급하고 "세심한 조사"를 간과했다고 말하지만, 저자 자신의 이름은 언급하지 않으며 "우리" 구절을 제외하고는 어떤 사건의 목격자라고 명시적으로 주장하지 않는다.

### 비판적 견해 - 바울로의 실제 서신에는 루가가 의사로 언급되지 않음
바울로의 진정한 서신으로 거의 보편적으로 받아들여지는 필레몬에게 보낸 편지는 편지 수신자들에게 인사를 전하는 바울로의 다른 "동역자"들 가운데 "루가"라는 이름을 포함한다. 골로새서 4:14에서는 루가를 의사라고 적지만, 골로새서를 위작으로 보는 신약학자들이 많다. 디모테오에게 보낸 둘째 편지 4:11 또한 "루가"를 언급하며 그가 "나와 함께 있다"고 말하지만, 대부분의 현대 학자들은 디모테오에게 보낸 둘째 편지 역시 위작으로 본다.

### 비판적 견해 - "우리" 구절이 초기 자료의 파편이라는 견해
"우리" 구절에서는 서술이 1인칭 복수형으로 되어 있지만 저자는 자신을 "나"라고 지칭하지 않는다. 많은 현대 학자들은 루가-사도행전의 저자가 의사 루가였다는 점에 의구심을 표했으며, 이 주제에 대한 비판적 의견은 20세기 말에는 거의 반반으로 나뉜 것으로 평가되었다. 대신, 그들은 루가-사도행전이 본문 내에 기록된 어떤 사건의 목격자가 아니었을 수도 있는 익명의 기독교 저자에 의해 쓰여졌다고 믿는다. 사도행전의 저자는 독자들이 자신을 바울로의 동역자로 받아들이길 바랬을 뿐이다.
버논 로빈스 (1978)는 "우리" 구절을 항해 여정 기록에 사용되는 그리스 수사학적 장치로 보았다. 그러나 최근 학자들은 로빈스의 해양문학 장치 이론의 비일관성을 지적한다. 1인칭은 규칙으로 정의내리기엔 너무 예외적이며, 로빈스가 인용한 문헌은 언어적 범위(이집트어, 그리스어, 라틴어)와 시간적 범위(기원전 1800년에서 기원후 3세기)가 너무 광범위하고, 인용된 많은 해양문학은 위작이 아닌 실제 1인칭 작품이었다는 점 등을 주장했다.

## 저작 논의에서 "우리" 구절의 해석
사도행전의 여러 구절들이 1인칭 복수("우리")로 쓰여져서 저자가 자신이 묘사하는 사건에 참여하고 있음을 분명히 나타내는 "우리" 구절들은 이레네오에 의해 저자가 이 사건들의 개인적인 목격자였고, 바울로의 여행에 동반자였음을 증명하는 것으로 처음 해석되었다. 이레네오의 "우리" 구절 이해는 여러 세기 동안 이 구절들에 대한 정설로 받아들여졌다. 사실, 이레네오 이후 천오백 년 동안 현대 시대가 시작될 때까지 저자가 목격자였다는 해결책에 대한 진지한 이의 제기는 없었다.
이 해석은 20세기 중반에 지속적인 비판을 받았다. "20세기 두 번째 10년이 되자, 대부분의 사도행전 학자들은 저자가 다양한 문헌 자료로 서사를 구성했다는 점에 동의했다. 그러나 그들 중 상당수는 "우리" 문제에 대한 목격자로서의 자료 해결책을 받아들이지 않았다."
"우리" 구절에 대한 학문적 합의는 현재 존재하지 않지만, 현재 학계는 사도행전 16:10-17; 20:5-15; 21:1-18; 27:1-28:16에 나오는 이른바 '우리-구절'의 의미를 파악하기 위해 여전히 고군분투하고 있다. 이를 받아들이는 세가지 시선은 각각 1) 저자는 자신의 삶의 경험에서 얻은 관점을 제시한다; 2) 저자는 여행 일지 자료를 소유하고 있다; 그리고 3) 1인칭 복수 대명사는 문체적 삽입을 나타낸다는 것이다. 문체적 삽입 이론을 넘어 의도적 기만이라고 보는 견해도 있다. 역사적 목격자가 아니라는 주장은 사도행전이 바울로 서신들과 양립할 수 없는 신학과 역사적 서술의 차이도 근거로 내세운다.

### 역사적 목격자
저자가 (루가 복음사가였든 아니든) 역사적 목격자였다는 "우리" 구절 해석은 현재 성경 연구에서 가장 영향력 있는 견해로 남아 있다.

### 편집자
"우리" 구절을 후기 편집자가 (루가 복음사가였든 아니든) 사도행전에 편입시킨 이전의 문헌 자료로 해석한다. 이 구절들의 명백한 역사성을 인정하면서도, 나머지 대부분과는 다른 관점으로 보는 것이다. 이 견해는 원본 텍스트와 그것이 통합된 문서 사이에 구별되는 충분한 증거를 제시하지 못했다는 비판을 받아왔다.

### 문체적 관례
일부 학자들은 "우리" 구절을 이 시기의 항해문학에서 등장하는 전형적인 문학적 관례로 보았다.  그리고 그러한 문체적 관례의 존재를 확립하는 데 실패했다는 비판도 받았다. 사도행전과 소설 장르의 작품들 사이의 뚜렷한 차이점도 지적되었는데, 이는 사도행전이 이 장르에 속하지 않는다는 것을 나타낸다. 

### 위조
바트 D. 어만에 따르면, "우리" 구절들은 저자가 바울로의 견해와 활동에 대한 직접적인 지식을 가지고 있었다는 거짓된 생각을 제시하기 위해, 바울로의 여행 동반자였다고 허위로 주장하는 누군가에 의해 쓰여졌다. 어만은 사도행전이 이로 인해 위조된 것으로 드러난다고 주장한다.

## 언어
학자들은 루가-사도행전의 저자가 사용한 언어를 '마르코 복음서보다 더 세련된 그리스어'로 특징지으며, '때때로 마르코 복음서의 헤브라이즘이 부족하거나(마르 11:9; 14:36 참조) 그리스어 등가물을 사용한다(루가 3:12; 6:15; 23:33)'고 말한다. 그러나 '그리고 ~이 일어났다'와 같은 일부 전형적인 헤브라이즘 표현은 루가-사도행전, 특히 Q자료 구절에서 여전히 흔히 발견되며, 이는 셈어 자료에 기반한 것으로 보인다. E. 얼 엘리스 (1999)는 루가 1:5–2:40; 5:1–11; 7:11–17, 36–50; 8:1–3; 9:51–56; 11:27f.; 13:10–17; 14:1–6; 17:11–19; 19:1–10; 23:50–24:53을 예로 들었다.
일부 초기 학자들은 복음서와 사도행전 전반부에서 셈족 관용구의 유행이 사도행전 후반부보다 훨씬 높다고 생각했다. 그들은 전반부의 사도행전 이야기가 대부분 레반트 내에서 일어난 반면, 후반부의 이야기는 대부분 레반트 외부의 이방인 환경에서 설정되었다는 점에 주목했다. 그들은 또한 이야기의 지리와 셈족 관용구의 비율 사이에 연관성이 있다고 제안했다. 이는 찰스 커틀러 토리 (1906)가 사도행전 1-15장이 아람어 문서에서 번역되었다고 가설을 세우게 했다. 그러나 토리의 주장은 다른 학자들에 의해 대부분 기각되었는데, 그들은 사도행전 16-28장에도 많은 셈족 관용구가 존재한다는 점을 지적했다.

## 같이 보기
- 사도행전의 잃어버린 장
- 사도행전의 역사적 신뢰성
- 바울로 서신들의 저작성

## 내용주
1. ↑  동일한 교부들은 마태오의 복음서가 마르코의 복음서의 자료라고 만장일치로 주장했다. 오늘날에는 정반대의 학문적 합의가 이루어져 있다.

### 인용
1. 1 2  Burkett 2002, 195쪽.
2. ↑  Burkett 2002, 196쪽.
3. 1 2  Brown, Raymond E. (1997). 《Introduction to the New Testament》. New York: Anchor Bible. 267–8쪽. ISBN 0-385-24767-2.
4. 1 2  Theissen & Merz 1998, 32쪽.
5. ↑  Charlesworth 2008, 42쪽.
6. ↑  Perkins 2009, 250–53쪽.
7. ↑  Udo Schnelle, The History and Theology of the New Testament Writings, p. 259.
8. ↑  Harris, Stephen L., Understanding the Bible. Palo Alto: Mayfield. 1985. "The Gospels" pp. 266–268
9. ↑  Strelan, Rick - Luke the Priest - the Authority of the Author of the Third Gospel - Was Luke a Jew or Gentile? Ashgate Publishing, Ltd., May 1, 2013, pp. 102–110.
10. ↑  Ehrman 2003, 235쪽
11. ↑  Keener, Craig (2015). 《Acts: An Exegetical Commentary (Volume 1)》. Baker Academic. 402쪽. ISBN 978-0801039898.
12. ↑  Dunn, James (2016). 《The Acts of the Apostles》. Wm. B. Eerdmans Publishing Co. x쪽. ISBN 978-0802874023.
13. ↑  Fitzmyer, Joseph (1998). 《The Acts of the Apostles (The Anchor Yale Bible Commentaries)》. Yale University Press. 50쪽. ISBN 978-0300139822.
14. ↑  Peterson, David (2009). 《The Acts of the Apostles》. Eerdmans. 1-4, 17쪽. ISBN 978-0802837318.
15. ↑  (Haer. 3.1.1, 3.14.1)
16. ↑  (Marc. 4.2.2)
17. ↑  (Paedagogus 2.1.15 및 Stromata 5.12.82)
18. ↑  Acts 16:10–17, 20:5–15, 21:1–18, and 27:1–28:16
19. ↑  Acts 16:10
20. ↑  "제3복음서가 저자가 의사였음을 증명한다는 주장은 오늘날 포기되었다. 호바트는 치유 이야기의 수와 어휘 자체가 루가가 의사였다는 것을 증명한다고 주장했다. 그러나 캐드버리는 나중에 루가가 당대 다른 교육받은 작가들보다 더 '의학적' 언어를 사용하지 않았음을 입증함으로써 이러한 주장을 반박했다. 물론 치유 이야기와 '의학적' 어휘는 의사의 저작과 일치한다. 그저 그것을 증명하지 못할 뿐이다.", Black, M. C. (1996). Luke. College Press NIV commentary. Joplin, Mo.: College Press Pub.
21. ↑  "골로새서 4:14는 루가를 의사로 언급한다. 1882년 호바트는 루가의 직업에 대한 모든 전문적인 언어적 증거를 제시하여 이 연관성을 강화하려 했다. 호바트가 수집한 풍부한 참고 자료에도 불구하고, 캐드버리(1926)의 연구로 이 주장은 모호해졌다. 캐드버리는 주장된 거의 모든 기술적 의학 용어가 칠십인역, 요세푸스, 루키아노스, 플루타르코스와 같은 일상적인 그리스어 문서에도 나타난다는 것을 보여주었다. 이는 그 언어가 어떤 직업에 속하든 글을 아는 사람으로부터 나올 수 있음을 의미했다. 그러나 캐드버리의 연구는 루가가 의사였을 가능성을 부정하지 않으며, 단지 이 책들의 어휘가 그가 의사였음을 보장하지 않는다는 것만을 보여준다.", Bock, D. L. (1994). Luke Volume 1: 1:1-9:50. Baker exegetical commentary on the New Testament (7). Grand Rapids, Mich.: Baker Books
22. ↑  "의사의 저작설을 강화하기 위해 루가-사도행전에서 의학 용어의 예를 찾는 시도가 있었지만, 이들은 주장의 근거가 되기에는 너무 적다. 그러나 다른 고려사항에 더 확고하게 기반한 견해를 뒷받침하기에는 충분한 증거가 있을지도 모른다.", Marshall, I. H. (1978). The Gospel of Luke : A commentary on the Greek text. The New international Greek testament commentary (33–34). Exeter [Eng.: Paternoster Press.]
23. ↑  The First Christian Historian: Writing the "Acts of the Apostles" - Page 24 Daniel Marguerat - 2002. It is necessary to investigate more fully Luke's orchestration of the convergence of Greek culture and ancient Jewish tradition, Rome and Jerusalem.76 The 'we-passages' The 'we-passages' (16. 10–17; 20. 5–15; 21. 1–18; 27. 1– 28.
24. ↑  "바울로의 확실한 서신들과의 많은 차이점들의 누적된 무게는 대부분의 현대 [또한 16세기 일부] 학자들에게 바울로가 골로새서를 쓰지 않았다는 것을 확신시켰다... 이 서신의 진정성을 옹호하는 이들로는 마르틴, 케어드, 홀덴, 캐논, 물이 있다. 일부는... 이 서신을 바울로의 것이라고 묘사하지만, 크게 삽입되거나 편집되었다고 말한다. 슈바이처는 골로새서가 바울로와 디모테오가 공동으로 썼다고 제안한다. 여기서 취하는 입장은 골로새서가 후기 바울로 서신이며; 바울로의 생애 후, 기원후 70년(그닐카)과 기원후 80년(로세) 사이에 바울로의 전통을 아는 누군가에 의해 작성되었다는 것이다. 로세는 골로새서를 아마도 에페소에 위치했을 바울로 학파 전통의 산물로 간주한다." [TNJBC 1990 p. 877]
25. ↑  Collins, Raymond F. (2002). 《1 & 2 Timothy and Titus: A Commentary》. New Testament Library. Presbyterian Publishing Corporation. 4쪽. ISBN 978-0-664-23890-2. 2023년 10월 10일에 확인함. By the end of the twentieth century New Testament scholarship was virtually unanimous in affirming that the Pastoral Epistles were written some time after Paul's death.
26. ↑  Ehrman B. Forgery and Counterforgery pp264-5
27. ↑  Robbins, Vernon. "Perspectives on Luke-Acts", http://www.christianorigins.com/bylandbysea.html 보관됨 2018-10-04 - 웨이백 머신. Originally appeared in: Perspectives on Luke-Acts. C. H. Talbert, ed. Perspectives in Religious Studies, Special Studies Series, No. 5. Macon, Ga: Mercer Univ. Press and Edinburgh: T.& T. Clark, 1978: 215-242.
28. ↑  Witherington, Ben. The Acts of the Apostles. Wm. B. Eerdmans Publishing Co., 1997: 483-484. http://www.christiancadre.org/member_contrib/cp_wepassages.html.
29. ↑  Campbell, "The "we" passages in the Acts of the Apostles: the narrator as narrative", p.3 (2007). Society of Biblical Literature.
30. ↑  Campbell, "The "we" passages in the Acts of the Apostles: the narrator as narrative", p. 6 (2007). Society of Biblical Literature.
31. ↑  Rothschild, C. K., "Luke-Acts and the rhetoric of history", Wissenschaftliche Untersuchungen zum Neuen testament, 2. Reihe 175, p. 264 (2004). Mohr Siebeck, Tübingen, Germany
32. ↑  Rothschild, C. K., "Luke-Acts and the rhetoric of history", Wissenschaftliche Untersuchungen zum Neuen testament, 2. Reihe 175, p. 265 (2004). Mohr Siebeck, Tubingen, Germany.
33. ↑  "Verkundigter Verkungdiger. Das Paulusbild der Wir-Stucke in der Apostelgeschichte: seine Aufnahme und Bearbeitung durch Lukas," ThLZ 114 [1989] 705-20
34. ↑  ("Paul on the Areopagus," p. 73, n. 27).", Rothschild, C. K., "Luke-Acts and the rhetoric of history", Wissenschaftliche Untersuchungen zum Neuen testament, 2. Reihe 175, p. 265 (2004). Mohr Siebeck, Tubingen, Germany.
35. ↑  첫 번째 견해를 대표하는 학자들로는 Johannes Munck, The Acts of the Apostles (AB 31; Garden City: Doubleday & Co., 1967) xxix-xxxv; Robert Jewett, A chronology of Paul's Life (Philadelphia: Fortress, 1979) 12-17; 마르틴 헹겔, Acts and the History of Early Christianity, trans. John Bowden (Philadelphia: Fortress, 1980); German: Zur urchristlichen Geschichtsschreibung (Stuttgart: Calwer, 1979); Clause-Jurgen Thornton, Der Zeuge des Zeugen als Historiker der Paulureisen. (WUNT 56; Tubingen: Mohr/Siebeck, 1991) 192ff. 두 번째 견해를 대표하는 학자들로는 F.D.E Scheleirmacher, W.M.L. de Wette, 그리고 W. Bindemann[33]가 있다. Dibelius는 여행 일지 자료 가설을 받아들였다: "루가가 바울로의 여행에 대한 자료로 여행 일지를 가지고 있었음을 확실히 가정해야 한다" ("The Acts of the Apostles as an Historical Source," p. 104); 그러나 Dibelius는 "우리" 구절과 이 자료 간의 관계에 대해 명확하지 않았다: "여행 일지가 동일한 저자의 작품이었는지, 또는 '우리'가 이 자료의 본문에 이미 있었는지, 아니면 사도행전이 쓰여질 때 추가되었는지에 대한 질문은 내 검토에 영향을 미치지 않으므로 다루지 않겠다"[34]
36. ↑  Ehrman, Bart D. (2011). 《위조된》. New York: HarperOne 하퍼콜린스. 207쪽. ISBN 978-0-06-201261-6.
37. ↑  "이와 관련하여 주요 논문은 P. Vielhauer, 'On the "Paulinism" of Acts', in L.E. Keck and J. L. Martyn (eds.), Studies in Luke-Acts (Philadelphia: Fortress Press, 1975), 33-50인데, 그는 루가의 바울로 묘사가 바울로 자신의 서신들(예: 자연 신학, 유대 율법, 기독론, 종말론에 대한 태도)과 여러 면에서 모순된다고 제안한다. 이것은 독일 학계의 표준적인 입장이 되었는데, 예를 들어 Conzelmann, Acts; J. Roloff, Die Apostelgeschichte (NTD; Berlin: Evangelische, 1981) 2-5; Schille, Apostelgeschichte des Lukas, 48-52. 이 입장은 최근에 Porter, "The Paul of Acts and the Paul of the Letters: Some Common Misconceptions', in his Paul of Acts, 187-206에 의해 이의가 제기되었다. 또한 I.H. Marshall, The Acts of the Apostles (TNTC; Grand Rapids: Eerdmans; Leister: InterVarsity Press, 1980) 42-44; E.E. Ellis, The Gospel of Luke (NCB; Grand Rapids: Eerdmans; London: Marshall, Morgan and Scott, 2nd edn, 1974) 45-47도 참고하라." Pearson, "Corresponding sense: Paul, dialectic, and Gadamer", Biblical Interpretation Series, p. 101 (2001). Brill.
38. ↑  "최근의 "우리" 구절에 대한 광범위한 논의와 주석서들을 보면, 성경 학계 내에서 역사적 목격자 전통의 해법이 사도행전의 1인칭 복수형 문체에 대한 가장 영향력 있는 설명으로 계속해서 제시되고 있음을 알 수 있다. 예를 들어, "우리" 구절에 대한 두 최신 전체 연구 중 하나는 1인칭 설명이 바울로의 동반자였지만 저자는 아닌 실라스에게서 비롯되었다고 주장하며, 다른 하나는 1인칭 서술이 루가(바울로의 동반자이자 사도행전의 저자)가 서술된 사건에 자신이 참여했음을 전달하는 방식이었다고 제안한다.17

17. Jurgen Wehnert, Die Wir-Passegen der Apostelgeschitchte: Ein lukanisches Stilmittel aus judischer Tradition (GTA 40; Gottingen: Vanderhoeck & Ruprecht, 1989); Claus-Jurgen Thornton, Der Zeuge des Zeugen: Lukas als Historiker der Paulus reisen (WUNT 56; Tugingen: Mohr Siebeck, 1991). See also, Barrett, Acts of the Apostles, and Fitzmyer, Acts of the Apostles.", Campbell, "The "we" passages in the Acts of the Apostles: the narrator as narrative", p. 8 (2007). Society of Biblical Literature.
39. ↑  "우리" 구절들은 너무도 눈에 띄지 않게 나타나므로, 그것들을 가장 자연스럽게 읽는 방법은 여전히 저자나 자료의 조용한 존재로 보는 것이다.", Sterling, "Historiography and self-definition: Josephos, Luke-Acts, and Apologetic Historiography", p. 326 (1992). Brill.
40. ↑  "Dibelius는 여행 일지 자료 가설을 받아들였다: "루가가 바울로의 여행에 대한 자료로 여행 일지를 가지고 있었음을 확실히 가정해야 한다" ("The Acts of the Apostles as an Historical Source," p. 104); 그러나 Dibelius는 "우리" 구절과 이 자료 간의 관계에 대해 명확하지 않았다: "여행 일지가 동일한 저자의 작품이었는지, 또는 '우리'가 이 자료의 본문에 이미 있었는지, 아니면 사도행전이 쓰여질 때 추가되었는지에 대한 질문은 내 검토에 영향을 미치지 않으므로 다루지 않겠다" ("Paul on the Areopagus," p. 73, n. 27).", Rothschild, C. K., "Luke-Acts and the rhetoric of history", Wissenschaftliche Untersuchungen zum Neuen testament, 2. Reihe 175, p. 265 (2004). Mohr Siebeck, Tübingen, Germany.
41. ↑  "우리는 바울에게 루가라는 동반자가 있었다는 것을 분명히 알 수 있다. 또한 이 루가가 사도행전의 "우리" 구절을 근거로 루가-사도행전의 저작과 연관되었다는 것도 알고 있다. 바울의 동반자였던 루가가 사도행전의 "우리" 구절과 아마도 사도행전 13-28장의 더 많은 자료의 출처일 수 있다. 이 루가는 2세대 기독교인이었을 것이다. (바울은 1세대 기독교인으로 간주되어야 한다.) 1세기 말경 (아래 참조)에 3세대 기독교인이자 바울을 동반하지 않았던 자가 루가를 사도행전 후반부의 권위로 사용하여 루가-사도행전을 저술했다. 저자가 루가를 개인적으로 알았는지 또는 문헌 자료를 가지고 있었는지는 알 수 없지만, 전통의 만장일치는 저자와 바울의 여행 동반자 사이에 강력한 (따라서 개인적인) 연결성을 시사한다.", Sterling, "Historiography and self-definition: Josephos, Luke-Acts, and Apologetic Historiography", p. 326 (1992). Brill.
42. ↑  "Porter는 "우리" 부분들이 사도행전 저자가 사용한 원본 문서이며, 그 1인칭 형식을 유지했다고 주장한다. S. Porter, "The 'We' Passages," in The Book of Acts in its Greco-Roman Setting, ed. D.W.J. Gill and C.H. Gemph (Grand Rapids: Eerdmans, 1994), 545-574.", Allen, "Lukan Authorship of Hebrews", p. 125 (2010). B&H Publishing Group.
43. ↑  "저는 "우리" 구절이 사도행전 저자가 사용한 이전에 작성된 자료이며, 아마도 그에게서 비롯되지 않았다고 결론 내립니다." Porter, "The Paul of Acts: essays in literary criticism, rhetoric, and theology", p. 11 (1999). Mohr Siebeck.
44. ↑  "Porter의 주장이 확실히 가능하더라도, 제 견해로는 "우리" 구절의 저자가 루가 자신이었다는 전통적인 견해를 뒤엎기에는 충분하지 않습니다. Schmidt는 "우리" 부분의 문체 연구를 통해 이 자료를 사도행전의 나머지 부분과 분리할 근거가 없다고 결론 내렸습니다. 그는 "우리" 부분들이 자료에 추가되었거나 자료에서 유지되었다고, 심지어 동일한 저자의 자료에서조차도, 시사할 만한 충분한 증거를 찾지 못했습니다. D. Schmidt, "Syntactical Style in the 'We'-Sections of Acts: How Lukan is it?" SBLSP, ed. D. Lull (Atlanta: Scholars Press, 1989), 300-8. Edmundson의 주장은 타당합니다: "고대 역사 문헌에서 단순히 동시대 작가의 작품이 아니라 관찰력 있는 목격자의 작품임을 이보다 더 명확하게 보여주는 구절은 사도행전 마지막 일곱 장에 담긴 서술보다 거의 없습니다." (The Church in Rome in the First Century [London: Longmans, 1913], 87)." Allen, "Lukan Authorship of Hebrews", p. 125 (2010). B&H Publishing Group.
45. ↑  Plumacher, Eckhard, "Lukas als hellenistischer Schriftsteller: Studien zur Apostelgeschichte", SUNT 9; Göttingen: Vandenhoeck & Ruprecht.1972.
46. ↑  Pervo, Richard I., "Profit with Delight: The Literary Genre of the Acts of the Apostles". Philadelphia: Fortress Press. 1987
47. ↑  Robbins, VK "By Land and by Sea: The We-Passages and Ancient Sea Voyages." Perspectives in Luke-Acts. Ed. CH Talbert. Danville, Va. : Association of Baptist Professors of Religion, 1978, 215-242.
48. ↑  Campbell, "The "we" passages in the Acts of the Apostles: the narrator as narrative", p. 11 (2007). Society of Biblical Literature.
49. ↑  이 견해는 적절한 유사성을 찾지 못했다는 비판을 받아왔는데, "해상 여행 장르(Robbins)나 역사학의 관습적인 관행(Plumacher)을 옹호하는 전통적인 목격자 제안은 그들의 주장이 의존하는 고대 문헌에서 충분히 명확한 유사성을 발견하지 못했으며, 이는 Plumacher 자신도 인정하는 약점이다."[48]
50. ↑  Bonz, "The past as legacy: Luke-Acts and ancient epic", p. 10(2000). Fortress Press.
51. ↑  마찬가지로, 루가가 단순히 해상 여행 서술의 특징적인 일반적인 문학적 관례를 사용하고 있다는 이론은 사도행전의 "우리" 구절들의 전체 범위에 대한 부적절한 설명임이 입증되었다.[50]
52. ↑  Porter, "The 'We' Passages", in Gill & Gempf (eds.), "The Book of Acts in Its Graeco-Roman Setting", p. 553 (1994). Eerdmans.
53. ↑  일부 학자들은 아킬레스 타티우스(2.31.6; 3.1.1; 4.9.6)와 헬리오도로스(5.17)의 구절들을 고대 소설가들이 1인칭 해상 여행 관습을 사용한 예시로 들었다. 그러나 이는 가설이 요구하거나 사도행전에 나타나는 서술에서 지속적인 '우리' 관습의 사용이 아니라는 비판을 받았다. 더욱이, 해상 여행 관습은 퍼보가 위에서 인용한 구절을 포함하여 오디세이아나 베르길리우스의 아이네이스(3.5) 또는 때때로 언급되는 다른 여러 작가들에서 사용됨으로써 확립되지 않는다."[52]
54. ↑  Porter, "The 'We' Passages", in Gill & Gempf (eds.), "The Book of Acts in Its Graeco-Roman Setting", p. 558 (1994). Eerdmans.
55. ↑  문학 장르는 유사하지 않아서 유사성을 구성할 수 없고, 1인칭 사용의 사례들은 너무 짧거나 실제 저자들의 직접적인 설명이거나 분명히 회상 기법을 반영하기 때문에 종종 비교할 수 없으며, 이를 고대 문학 유형으로 확립하기 위해 필요한 종류의 해상 여행과의 직접적인 등식이 존재하지 않는다."[54]
56. ↑  25 S.M. Praeder, 'Acts 27:1-1:28:16: Sea Voyages in Ancient Literature and the Theology of Luke-Acts," CBQ 46 (1984) 688.", Porter, "The Paul of Acts: essays in literary criticism, rhetoric, and theology", p. 18 (1999). Mohr Siebeck.
57. ↑  그녀의 연구에서 프래더는 고대 해상 여행 기록을 비교한 후, 이러한 기록들이 스타일과 접근 방식에서 매우 다양하며, 사도행전 27-28장의 기록과 진정한 유사성을 보이는 것은 없다고 결론 내린다. 그녀는 다음과 같이 결론 내린다: "따라서 사도행전 27:1-8과 28:11-16이 여행기라는 사실이 그들의 문학 장르, 신뢰성 또는 비신뢰성, 또는 사도행전 27:1-28:16에서 그들의 목적을 보장하지는 않는다.[56]
58. ↑  Alexander, "Acts in its ancient literary context: a classicist looks at the Acts of the Apostles", Journal for the Study of the New Testament Supplement, p. 158 (2007). Continuum Publishing Group.
59. ↑  '우리' 구절에서 1인칭의 기능이 무엇이든 간에, 그것은 헤로도토스적 방식으로 떨어져 있는 관찰자의 시점에서 서술된 내용에 대한 논평을 제공하는 데 사용되지 않는다. 오히려 이 저자는 자신을 등장인물들의 종교적 관점을 명시적으로 공유하는 행동의 참여자로 투영한다: cf. 16.10, 여기서 서술자는 자신을 바울로의 환상에 대한 신학적 해석과 그것이 함의하는 사명에 모두 참여하는 집단과 동일시한다."[58]
60. ↑  Porter, "The Paul of Acts: essays in literary criticism, rhetoric, and theology", p. 18 (1999). Mohr Siebeck.
61. ↑  예를 들어, 퍼보는 "우리" 구절에 부분적으로 존재하는 난파 모티프의 중요성과 의미를 과대평가했을 뿐만 아니라, 고대 소설에서 사도행전과의 관계를 왜곡하여 제시한다. 그는 난파 관습의 주요 특징들이 사도행전에 나타난다고 주장한다. 그러나 그가 고대 소설가들에게서 인용한 유사성들 중 어느 하나도 사도행전이 가진 모든 특징을 가지고 있지 않다. 그의 난파 모델은 분명히 그 자신의 재구성된 유형이며, 그가 주장하는 세부 사항의 종류나 유사성의 유효성을 확립하는 데 필요한 세부 사항의 종류로 고대 문헌에서 발견되는 것이 아니다.[60]
62. ↑  Alexander, "Acts in its ancient literary context: a classicist looks at the Acts of the Apostles", Journal for the Study of the New Testament Supplement, pp. 158-159 (2007). Continuum Publishing Group.
63. ↑  이 모든 것은 적어도 한 그룹의 고대 독자들(즉, 이 그리스 문학 논쟁에 민감한 독자들)의 관점에서 볼 때, 사도행전이 처음 보기에는 허구로 분류될 수 있음을 시사한다. 그럼에도 불구하고, 루가의 서술 구성에 대한 혼란스러운 특징들이 있어서 이러한 분류를 유지하기 어렵게 만든다. 이국적인 배경은 소설 독자의 기대에 완전히 부응하지 못한다. 시리아-팔레스타인은 강도가 들끓는 황무지도, 목가적인 시골도 아니며, 지중해 세계의 나머지 지역과 거의 동일한 평범한 특징을 보이는 도시와 거리의 네트워크이다. 여행은 그리스 로맨스의 고대 환상 풍경에서가 아니라 로마 제국의 실제적이고 현대적인 세계에서 이루어지며, 강렬하게 (심지어 지루할 정도로) 현실적인 용어로 묘사된다. 소설가들과 달리 이 서술자는 바람과 항구, 화물과 기항지에 대해 알아보는 수고를 한다. 난파선(바울의 세 번의 난파선과는 달리 한 번뿐임: 고후 11:25)은 극적이지만 현실적인 용어로 묘사되며—신성한 개입은 없고, 단지 배의 승객들이 살아남을 것이라는 영웅을 안심시키는 개인적인 환상만 있다. 서술을 수놓는 기적들 또한 그리스 독자들에게는 특이한 특징을 가지고 있다. 그리스 소설의 '경이'와 달리, 그것들은 우연이나 극적인 가짜가 아니라 초자연적인 기원을 가진 실제 사건으로 제시된다.[62]
64. ↑  Alexander, "Acts in its ancient literary context: a classicist looks at the Acts of the Apostles", Journal for the Study of the New Testament Supplement, p. 159 (2007). 콘티넘 출판 그룹.
65. ↑  Witherington B., The Acts of the Apostles: A Socio-Rhetorical Commentary. Carlisle: Paternoster Press 1998, 22-23, 53-54, 480ff
66. ↑  그러나 소설과 달리 사도행전은 등장인물들의 고통에 대한 최종적인 해결책을 제시하지 않는다. 그것은 개방형의 특성을 가지며 낭만적인 환상의 느낌을 흩뜨린다. 고통과 갈등은 예측 가능한 미래의 의제 일부이며(행 20.29-30, 14.22), 바울의 재판 서술은 해피엔딩이 없다."[64][65]
67. ↑  Ehrman, Bart D. (2011). 《위조》. New York: HarperOne 하퍼콜린스. 206–208쪽. ISBN 978-0-06-201261-6.
68. 1 2  Ellis, E. Earle (1999). 〈The Origin and Making of Luke-Acts〉 (PDF). 《The Making of the New Testament Documents》. Leiden: Brill. 387–388쪽. ISBN 978-0-391-04168-4. (PDF)
69. ↑  Payne, D. F. (1970). 〈Chapter VIII: Semitisms in the Book of Acts〉. 《Apostolic History and the Gospel. Biblical and Historical Essays Presented to F.F. Bruce》 (PDF). Exeter: The Paternoster Press. 134–150쪽. ISBN 0-85364-098-X. 2022년 1월 14일에 확인함.